# (59) Elpis
(59) Elpis est un astéroïde de la ceinture principale découvert par Jean Chacornac le 12 septembre 1860 à Paris.
C'est un astéroïde de type C, ce qui signifie qu'il est composé de carbone.
Elpis a été étudié par radar. Il est nommé d'après Elpis (en grec ancien ἐλπίς / elpís), personnification de l'espoir dans la mythologie grecque.

## Compléments